# إدريس العلوي المدغري
إدريس العلوي المدغري، مواليد يوم 21 يونيو 1944 بفاس، أستاذ جامعي ورجل سياسي مغربي، شغل عدة مناصب وزارية في حكومات مغربية مختلفة‘.

## مناصب
شغل عدة مناصب:
- وزير الطاقة والمعادن في حكومة العمراني الخامسة من 11 غشت 1992 إلى 9 نونبر 1993 خلفا لمحمد فتاح.[3]
- وزير الشبيبة والرياضة. في حكومة العمراني السادسة وحكومة الفيلالي الأولى من 11 نونبر 1993 إلى 31 يناير 1995 خلفا لعبد الله بلقزيز.[4]
- وزير الاتصال الناطق الرسمي باسم الحكومة.في حكومة الفريلالي الثانية و حكومة الفيلالي الثالثة من من 27 فبراير 1995 إلى 14 فبراير 1998.
- رئيس لجنة دعم إنتاج الأعمال السينمائية.[5]
- رئيس للجمعية المغربية للذكاء الاقتصادي.[6]

### على المستوى الفني
- رئيس مؤسسة ثقافات العالم[7]‘[8]‘.[9]